# 亞拉臘

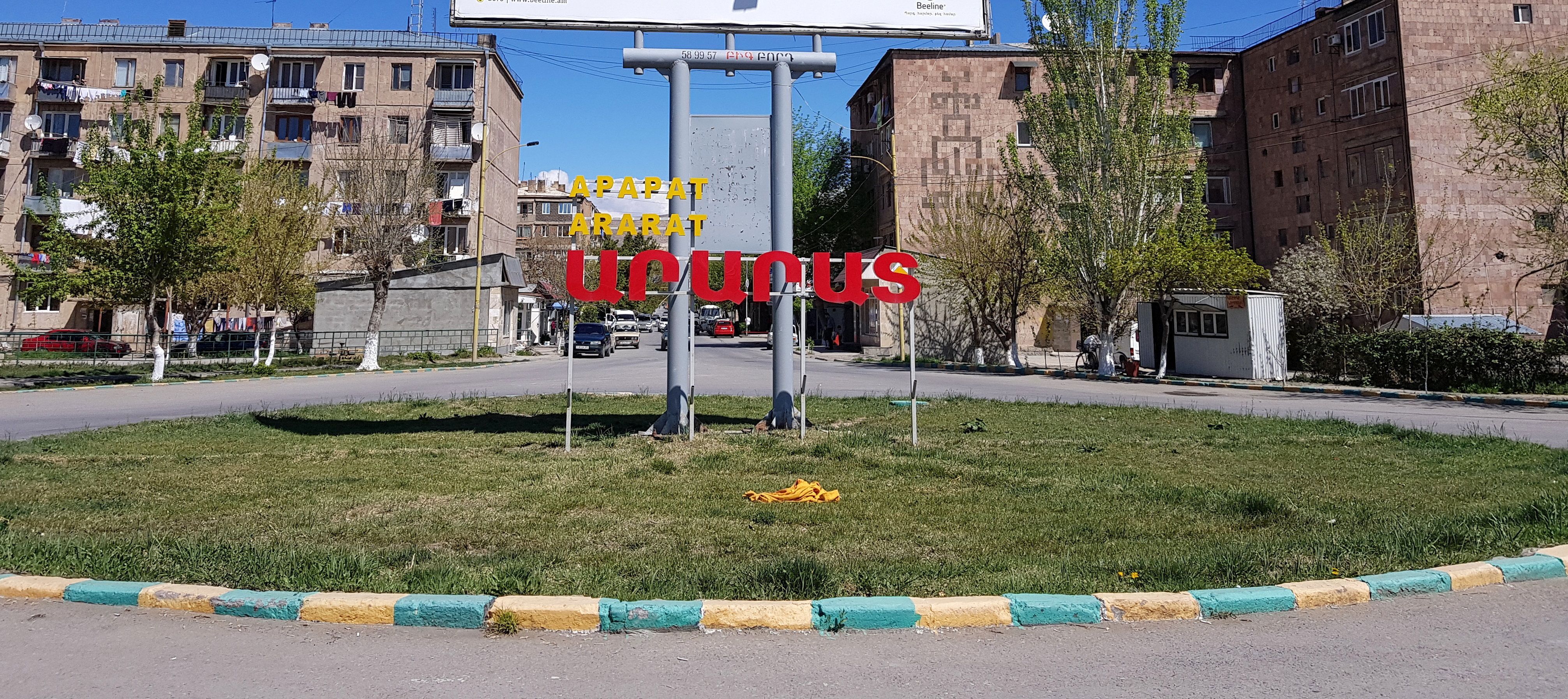
高速路入城口

亞拉臘是亞美尼亞的城市，位於該國西部，距離首都葉里溫約42公里，由亞拉拉特州負責管轄，始建於1929年，面積11平方公里，海拔高度825米，2009年人口20,700。亞拉臘是一個建築業城市。

## 外部連結
- Report of the results of the 2001 Armenian Census（页面存档备份，存于）

39°48′34″N 44°42′52″E / 39.80944°N 44.71444°E